# Трёхгранник Френе
Базис, репер или трёхгранник Френе
или Френе — Серре
известный также, как
естественный,
сопровождающий,
сопутствующий — ортонормированный репер в трёхмерном пространстве, возникающий при изучении бирегулярных кривых, то есть таких, что первая и вторая производная линейно независимы в любой точке.

## Определение
Пусть {\displaystyle r(s)} — произвольная натурально параметризованная бирегулярная кривая в евклидовом пространстве. Под репером Френе понимают тройку векторов {\displaystyle \tau }, {\displaystyle \nu }, {\displaystyle \beta }, сопоставленную каждой точке бирегулярной кривой {\displaystyle r(s)}, где
- {\displaystyle \tau ={\dot {r}}(s)} — единичный касательный вектор,
- {\displaystyle \nu ={\frac {{\ddot {r}}(s)}{||{\ddot {r}}(s)||}}} — единичный вектор главной нормали,
- {\displaystyle \beta =[\tau ,\nu ]} — единичный вектор бинормали к кривой в данной точке.

## Свойства
- Если {\displaystyle s} — естественный параметр {\displaystyle s} кривой, то векторы {\displaystyle {\tau },{\nu },{\beta }} связаны соотношениями:
{\displaystyle {\begin{aligned}{\dot {\tau }}&=k\cdot {\nu },\\{\dot {\nu }}&=-k\cdot {\tau }+t\cdot {\beta },\\{\dot {\beta }}&=-t\cdot {\nu },\end{aligned}}}

называемыми формулами Френе. Величины 
{\displaystyle k=||{\ddot {r}}(s)||,\quad t=-\langle {\dot {\beta }},\;{\nu }\rangle }
называют, соответственно, кривизной и кручением кривой в данной точке.
- Функции {\displaystyle k(s)} и {\displaystyle t(s),} определяют кривую с точностью до движения пространства.
  - Более того в случае если {\displaystyle k(s)>0}, такая кривая существует.

## Скоростьиускорениев осях естественного трёхгранника
Трёхгранник Френе играет важную роль в кинематике точки при описании её движения в «сопутствующих осях». Пусть материальная точка движется по произвольной бирегулярной кривой. Тогда, очевидно, скорость точки направлена по касательному вектору {\displaystyle {v}=v{\tau }}. Дифференцируя по времени находим выражение для ускорения: {\displaystyle {a}={\dot {v}}{\tau }+v^{2}k{\nu }}. Компоненту при векторе {\displaystyle {\tau }} называют тангенциальным ускорением, она характеризует изменение модуля скорости точки. Компоненту при векторе {\displaystyle {\nu }} называют нормальным ускорением.
Она показывает, как меняется направление движения точки.

## Вариации и обобщения
При описании плоских кривых часто вводят понятие так называемой ориентированной кривизны.
Пусть {\displaystyle \gamma (s)} — произвольная натурально параметризованная плоская регулярная кривая. Рассмотрим семейство единичных нормалей {\displaystyle {\nu _{o}}}, таких что двойка {\displaystyle ({\tau },{\nu _{o}})} образуют правый базис в каждой точке {\displaystyle \mathbf {\gamma } (s)}. Ориентированной кривизной кривой {\displaystyle \gamma } в точке {\displaystyle s} называют число {\displaystyle k_{o}=\langle {\ddot {\gamma }}(s),\;{\nu _{o}}\rangle }. В сделанных предположениях имеет место следующая система уравнений, называемая формулами Френе для ориентированной кривизны
{\displaystyle {\dot {\tau }}=k_{o}{\nu _{o}}\quad {\dot {\nu _{o}}}=-k_{o}{\tau }}.
По аналогии с трёхмерным случаем, уравнения вида {\displaystyle k_{o}=f(s)} называются натуральными уравнениями плоской регулярной кривой и полностью её определяют.